# Lygus elisus
Lygus elisus är en insektsart som beskrevs av Van Duzee 1914. Lygus elisus ingår i släktet Lygus och familjen ängsskinnbaggar. Inga underarter finns listade i Catalogue of Life.